# Glenea helleri
Glenea helleri är en skalbaggsart som beskrevs av Aurivillius 1923. Glenea helleri ingår i släktet Glenea och familjen långhorningar.
Artens utbredningsområde är Filippinerna. Inga underarter finns listade i Catalogue of Life.